# Les Verts (Japon)
Pour les articles homonymes, voir Les Verts.
Les Verts (緑の党, Midori no tō), ou encore Greens Japan, est un parti politique écologiste japonais, fondé le 28 juillet 2012 à la suite de Midori no Mirai. Il apparaît dans un contexte politiquement tendu au Japon, alors que les manifestations antinucléaires ne font que s'intensifier depuis l'accident nucléaire de Fukushima.

## Histoire
Bien avant la crise nucléaire, les mouvements écologistes japonais apparaissent dans un contexte politique hautement concurrentiel. En effet, la seconde moitié du XXe siècle a été le témoin d'une forte capacité d'action de ces organisations dans le pays, à commencer par les "coalitions de femmes au foyer" (主婦連, shufuren). L'ensemble de cette société civile s'est rapidement intéressée, outre les enjeux liés à la défense des consommateurs, aux ratés du dit "miracle économique japonais", notamment à la pollution, au point de pouvoir bousculer la mise sur agenda en leur faveur. Certains de ces mouvements ont par la suite décidé de se convertir en parti politique pour prendre part directement au processus de représentation. Ce fut notamment le cas des coopératives de consommation que sont les "Seikatsu Clubs".
Trois organisations s'étaient disputées la dénomination de "Verts" jusqu'en 2012, à savoir Midori no Mirai, l'ancien Seikatsu Club Kanagawa Network Movement et ECOLO-Japan. La fédération internationale des partis Verts semble indiquer que, depuis, seul Midori no Mirai était reconnu comme "les Verts du Japon". Cette reconnaissance semble faire aujourd'hui d'autant plus consensus que le regroupement avait reçu le soutien de l'anthropologue Shin'ichi Nakazawa (ja) et de son organisation Green Active pour la fondation des Verts, alors qu'une rivalité aurait pu tout logiquement émerger entre les deux structures pour s'arroger les avantages de cette fondation.

## Contexte de la fondation
Les Verts émergent donc entre autres de l'organisation politique dissoute le 28 juillet 2012, Midori no Mirai, dont la vocation première était de faire émerger un parti politique Vert sur la scène politique nationale. À la suite de Fukushima, autant les mouvements antinucléaires que Midori no Mirai bénéficiaient d'une couverture médiatique croissante, rendant plus visibles leurs actions et leurs revendications. C'est ainsi que l'on peut comprendre l'apparition relativement tardive d'un parti politique de ce genre au Japon, alors que 90 autres pays dans le monde avaient déjà le leur. Dans ce contexte, le nouveau parti politique est perçu comme un futur acteur majeur des mobilisations antinucléaires qui tentent de contraindre le gouvernement Noda de Yoshihiko Noda sur la détermination de sa politique énergétique.

## Organisation
Sur le modèle de Midori no Mirai, le parti politique connaît à nouveau quatre porte-paroles paritaires (共同代表者, kyōdō-daihyōsha), ainsi qu'un conseil d'administration appelé réunion nationale (全国協議, zenkoku kyōgi). Nao Suguro, conseillère d'arrondissement à Suginami (Tokyo) qui exerçait déjà le rôle de principale porte-parole de Midori no Mirai, est réélue à ce même poste dans la nouvelle organisation. 
Le parti Vert compte en 2016 environ 1 200 adhérents, dont les cotisations sont sa seule source de financement. Faute de pouvoir présenter ses propres candidats aux élections législatives, les Verts soutiennent les candidats partageant les mêmes idées (notamment le rejet du militarisme et de l'Accord de partenariat transpacifique et la défense de l'environnement), généralement ceux du Parti communiste et du Parti social démocrate. 